# Diapterus auratus

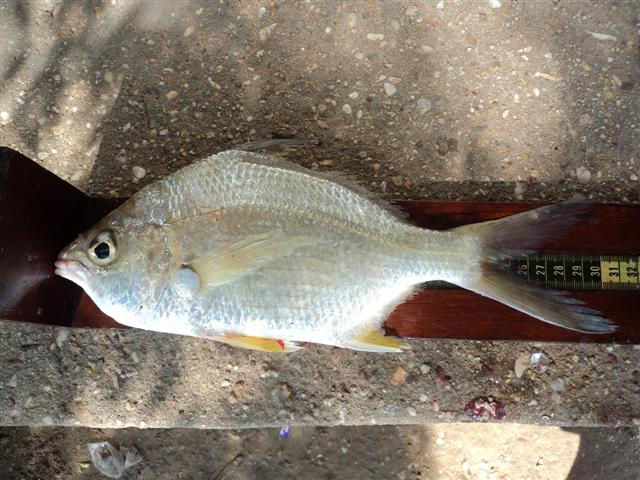
Diapterus auratus

Diapterus auratus, o mojarra irlandês ou pompano irlandês, é uma espécie de peixe com nadadeiras raiadas da família Gerreidae, os mojarras. Outros nomes comuns para esta espécie são sável largo, perca prateada e peixe carneiro. É encontrado nas águas mais quentes do Oceano Atlântico ocidental.

## Descrição
O Diapterus auratus tem um corpo romboide e comprimido, tem a cabeça com perfil inferior distintamente côncavo. Tem uma boca muito extensível que aponta para baixo quando protuberante. As mandíbulas são equipadas com dentes minúsculos semelhantes a escovas, embora pareçam não ter dentes, e há dentes pontiagudos dentro da garganta. A cauda é profundamente bifurcada. Tem escamas grandes e visíveis que têm uma textura áspera criada por serrilhas finas nas escamas. As escamas cobrem a maior parte da cabeça e do corpo. As barbatanas dorsal e anal dobram-se numa bainha elevada coberta de escamas que corre ao longo da base destas barbatanas. A cor vai do prateado ao verde-oliva, em geral, ligeiramente mais escura na parte superior do corpo, e a barbatana dorsal espinhosa tem uma borda preta fina. Os juvenis têm três barras escuras verticais estreitas. As barbatanas pélvicas e anais são amarelas, e as outras barbatanas são translúcidas ou escuras. O segundo espinho na nadadeira anal é mais longo e mais grosso que o terceiro espinho e os raios. O comprimento total máximo registrado para  um espécime é de 34 centímetros. Contudo, a média do comprimento total é de 20 centímetros, enquanto o peso máximo publicado é 680 gramas.

## Distribuição
O Diapterus auratus é encontrado no Oceano Atlântico ocidental, e sua distribuição se estende desde o sudeste dos Estados Unidos, ao longo da costa do Golfo do México, do oeste da Flórida até o Yucatan, através do Mar do Caribe e ao longo da costa da América Central e ao longo do norte e leste das costas da América do Sul até São Paulo, no Brasil. Os juvenis são mais difundidos do que os adultos e esta espécie é vagante da costa atlântica dos Estados Unidos até o norte de Nova Jersey.

## Habitat e biologia
O Diapterus auratus é um peixe demersal que pode ser encontrado em águas costeiras rasas em profundidades de até 10 metros, e mostra uma forte associação com lagoas e fundos de areia com vegetação. É também uma espécie transitória frequentemente encontrada em riachos margeados por manguezais. Os maiores números são encontrados em áreas onde há vegetação submersa e em locais mais distantes das entradas de água do mar, em lagoas onde há menor salinidade. Os peixes adultos e juvenis são encontrados em lagoas de água salobra e salgada, bem como em baías protegidas. Esses peixes geralmente entram em rios e córregos de água doce. As espécies apresentam flutuações sazonais nas populações e os números médios mensais dessa espécie amostrados estão correlacionados com variações na precipitação local e na produtividade dos sistemas lagunares. Alimenta-se principalmente de invertebrados bentônicos, mas esta espécie também se alimenta de detritos, algas e cianobactérias. Os peixes menores, com comprimento total inferior a 11,5 centímetros, alimentam-se principalmente de material vegetal, mas também comem nematóides, copépodes e ostracodes.

## Utilização humana e ameaças
O Diapterus auratus é uma espécie procurada pela pesca na Colômbia, mas é capturada pela pesca de camarão no México. É afetado pela poluição e pela destruição de leitos de ervas marinhas, especialmente na Flórida. Esta espécie de água quente pode estar sujeita a mortes em massa na parte norte de sua distribuição durante períodos de temperaturas de água fria. Não há limite de saco para os pescadores desta espécie no Texas. Na Flórida, são comercializados frescos e os mercados vendem até 100 toneladas por ano. Esta espécie é facilmente capturada com tarrafa ou rede de arrasto na praia.

## Nomenclatura e taxonomia
O Diapterus auratus foi formalmente descrito pela primeira vez em 1841 pelo padre e naturalista italiano Camillo Ranzani (1775-1841) com a localidade tipo sendo os mares ao redor do Brasil. Na época em que foi descrita, era a única espécie classificada no gênero Diapterus e é, portanto, a espécie-tipo desse gênero.